# Cercospora mangiferae
Cercospora mangiferae är en svampart som beskrevs av Koord. 1907. Cercospora mangiferae ingår i släktet Cercospora och familjen Mycosphaerellaceae.   Inga underarter finns listade i Catalogue of Life.